# Pitkäkari (ö i Finland, Mellersta Österbotten, Kaustby)
Pitkäkari är en ö i Finland. Den ligger i sjön Jängänjärvi och i kommunen Perho i den ekonomiska regionen  Kaustby ekonomiska region  och landskapet Mellersta Österbotten, i den centrala delen av landet, 300 km norr om huvudstaden Helsingfors. Öns area är 0,5 hektar och dess största längd är 200 meter i sydöst-nordvästlig riktning.